# ポーラック＝アン＝マルジュリド
ポーラック＝アン＝マルジュリド （Paulhac-en-Margeride）は、フランス、オクシタニー地域圏、ロゼール県のコミューン。

## 地理
ポーラック＝アン＝マルジュリドはロゼール県で最も北にあるコミューンである。同時にラングドック＝ルシヨン地域圏において最北のコミューンであり、地域圏最南のコミューン、ラマネールとは389kmの距離がある。

## 歴史
1764年から1767年にかけ、有名なジェヴォーダンの獣の被害者がポーラックで出た。1765年8月11日、村のデュモン神父の下女であるマリー・ジャンヌ・ヴァレ（当時20歳）は妹のテレーズ・ヴァレとともにジェヴォーダンの獣に襲われ、獣と格闘した。この事件により彼女は『ジェヴォーダンの乙女』（pucelle du Gévaudan）と呼ばれた。
1944年6月、連合軍のノルマンディー上陸のすぐ後、同時期に起きたオラドゥール＝シュル＝グラヌより人数は少ないものの、ポーラックは完全な虐殺といえる事件を経験している。この事件を記念するプラークがコミューン入り口に掲げられている。

## 言語
オーヴェルニュ地域圏南部と接しているため、村では今も方言が話されている。

## 人口統計
| 1962年 | 1968年 | 1975年 | 1982年 | 1990年 | 1999年 | 2006年 | 2011年 |
| ------ | ------ | ------ | ------ | ------ | ------ | ------ | ------ |
| 211    | 192    | 178    | 154    | 127    | 120    | 110    | 104    |

参照元:1999年までEHESS、2004年以降INSEE